# Caustogryllacris hebardi
Caustogryllacris hebardi är en insektsart som beskrevs av Heinrich Hugo Karny 1937. Caustogryllacris hebardi ingår i släktet Caustogryllacris och familjen Gryllacrididae. Inga underarter finns listade i Catalogue of Life.